# 신수항
신수항(Sinsu Fishing Port)은 경상남도 사천시 신수동에 위치한 어항이다. 1971년 12월 21일 국가어항으로 지정되었다. 관리청은 해양수산부 동해어업관리단, 시설관리자는 사천시장이다. 1981년 기본시설계획을 수립한 후 1998년 기본시설을 완공했다.

## 어항구역
본 항의 어항구역은 다음과 같다.
- 수역[2]
  - 북방파제 기점으로부터 정서로 150m 점(해상), 이점에서 정남으로 450m 점(해상),이점에서 동측 돌단 육지를 연결하는 선을 따라 형성된 공유수면
- 육역[3]
  - 경상남도 사천시 신수동 137-1 외 8필지(상세내역은 생략)